# Vukovije
Vukovije je naselje u Republici Hrvatskoj, u sastavu općine Đulovca, Bjelovarsko-bilogorska županija.

## Povijest
Oslobođenjem istočnih dijelova grada Daruvara, krajem 12.mj.1991.god od srbočetničkih formacija, uveliko se normalizirao život u gradu, od čega je najbitnje bilo puštanje vodozahvata u pogon, a koji se do tada nalazio na okupiranom području. Sve do vojnoredarstvene akcije "Bljesak" od strane četnika u više navrata bilo je ubacivanja na oslobođena područja kao što je bilo i Vukovje. Slučaj Vukovja najgnjusniji je primjer: četnici su 11. svibnja 1994. upali u Vukovje i civile odveli u Batinjsku Rijeku gdje je nad istima izvršeno mučenje i hladna egzekucija, prilikom čega je troje uspjelo preživiti

## Stanovništvo
Prema popisu stanovništva iz 2001. godine, naselje je imalo 103 stanovnika te 30 obiteljskih kućanstava.
| broj stanovnika |       |       | 135   | 97    | 131   | 139   | 126   | 118   | 121   | 132   | 149   | 124   | 90    | 103   | 103   | 97    | 91    |
|                 | 1857. | 1869. | 1880. | 1890. | 1900. | 1910. | 1921. | 1931. | 1948. | 1953. | 1961. | 1971. | 1981. | 1991. | 2001. | 2011. | 2021. |